# Bupleurum nodiflorum
Bupleurum nodiflorum là một loài thực vật có hoa trong họ Hoa tán. Loài này được Sibth. & Sm. mô tả khoa học đầu tiên năm 1821.